# Vállalat
Vállalatnak nevezzük a törvények alapján megalapított, jogi személyként létező társas vállalkozást, amelynek alkalmazottainak létszáma és üzleti forgalma ezt az elnevezést indokolja. Viszonylag állandó szervezeti keretet ad a gazdasági tevékenységeknek, belső struktúrája valamilyen munkamegosztás alapján alakul ki. Egyének munkahelye, munkavégzés helyszíne is. Gazdasági erőt képvisel számos külső érdekelttel tart fenn kapcsolatokat, ezért a vállalaton kívüli körülmények alakításában is felelősséget visel. Mindemellett jelentős szerepe van a vállalatoknak a közfinanszírozási forrásokhoz való hozzájárulásban. Az érdekek közül kiemelkedő a vállalat profitérdekeltsége, ezért a vállalatokat üzleti vállalkozásoknak is nevezik.
A vállalat alapítói és/vagy tulajdonosai lehetnek magánszemélyek, más vállalkozások vagy maga az állam.

## A Pallas nagy lexikonában
Vállalat a termelési tényezőknek a kockázat elvállalása mellett való egyesítése, amelynek az a célja, hogy a vállalkozó csereértékeket termeljen és árusítson. Lényeges feltétele még ezeken kívül a tervszerű és állandó termelési tevékenység, amely csupán a munkamegosztás alapján jöhet létre. A V.-szerü termelésnek következménye az üzem nagyobb terjedelme, a készítmények nagyobb mennyisége, a jobb minőség, az olcsóság, a gyártás egyenletessége s az a jelenség, hogy a termelés függetlenné válik a megrendeléstől, nagy raktári készletekre dolgozik s a kínálat hatalmasan fokozza a keresletet. Különböző alakjai a magán és a nyilvános V.-ok. A magán V.-ok a magángazdaságoknak nyerészkedési elvére vannak alapítva s mindig az a céljuk, hogy a vállalkozó számára jövedelmet szerezzenek; amely V.-ok e célt elérik, jövedelmező vagy produktiv s lukrativ V.-oknak neveztetnek. A nyilvános V.-okai a közérdek szempontjából hatóságok, egyesületek vagy egyesek a nyerészkedésre való tekintetek alárendelésével egyes közszükségek ellátása kedvéért létesítik; ilyenek az állami posták, vasutak, gyárak, hitelintézetek, mezőgazdasági V.-ok stb. A vállalkozó személye szerint megkülönböztetik az egyes és a társas V.-okai. A termelés tárgyait tekintve különböznek egymástól a mezőgazdasági, az ipari, a közlekedési, hitelügyi és a vegyes V.-ok. Az üzem terjedelme szempontjából végre a nagy és a kis V.-okai szokás megkülönböztetni s ámbár e kétféle üzem között nem mindig könnyü a határvonalat meghúzni, mégis ez az osztályozás szolgáltatja egy-egy ország gazdasági állapotára nézve a legfontosabb adatokat. A nagy V.-ok mutathatják fel a legnagyobb termelési és a legtökéletesebb technikai előnyöket, viszont a kis V.-ok képesek a fogyasztók ízléseihez alkalmazkodni és egyes munkáknál a gyártmányok jobb minőségét biztosíthatják. Napjainkban általában inkább virágzanak a nagy V.-ok; ahol egy-egy nagy V. más kisebb V.-okkal versenyre lép, mindenütt az utóbbiak vereségével végződik a küzdelem."

## A vállalat és a társadalom
A vállalat bonyolult, sokféleképpen leírható környezetben működik, a törvények megtartásával teljesíti az alapításban megjelölt vagy vállalt célját a tulajdonosok jövedelemszerző érdekeinek szem előtt tartásával.
A vállalat társadalmi környezetének részei vagy dimenziói:
1. politikai erők (szervezetek) és események,
2. nemzetközi erők (szervezetek) és események,
3. szociális értékek és erkölcsi irányelvek,
4. jogszabályi követelmények,
5. technológiai újítások,
6. ismeretek és információk.

Vállalat olyan önállóan gazdálkodó szervezeti alapegység, mely kockázatot vállalva nyereségnövekedésre és tőkegyarapításra törekszik és külső környezetével áru-pénz kapcsolatban van. A vállalat kielégíti a fogyasztói igényeket, szükségleteket. A vállalat profitorientált. Fennmaradásának alapvető feltétele, hogy bevételei meghaladják a kiadásait, így hosszabb távon nyereséges legyen. Vállalkozás fogalom a tevékenységet, a célok eléréséhez irányuló törekvést emeli ki, míg a vállalat fogalma a vállalkozás szervezeti egység vonására helyezi a hangsúlyt. A vállalkozás szélesebb kategória a vállalatnál. Vállalkozás minden olyan emberi tevékenység, mely a fogyasztók igényeinek kielégítésére folytatnak profit elérése céljából. A vállalat pedig olyan vállalkozás, mely jogi személyiséggel rendelkezik. A vállalati működés érintettjei azok, akik a vállalkozással lényeges és kölcsönös, tartós kapcsolatban állnak. (belső érintettek-tulajdonos, menedzsment, alkalmazottak, külső érintettek-fogyasztók, szállítók, versenytársak, állam, önkormányzat)
Vállalat jellemzői
- újszerűség
- jólét megteremtése
- alkotás
- szervezés
- kockázatvállalás

A vállalkozás személyes döntés eredménye. Vállalkozás indításának közös jellemzői: 1. Életstílus váltás (munkahelyi környezet, hirtelen törés) 2. Új vállalkozás beindítása (kívánatos-kulturális környezet, szubkultúra, család, munkatársak, lehetséges-állam, szerepminták, háttér, marketing, finanszírozás)
Vállalkozáshoz szükséges készségek: tények és vélemények megkülönböztetése, realitásérzék, kreativitás, bizonytalanság tűrése, lehetőség felismerése, vállalkozás értékelése, beindító készség, stratégiai készség, életpálya megítélése, környezet értékelése, etikai értékelés, üzletkötési készség, kapcsolatháló kialakítása, nyereség lefölözési készség.

## Az üzlet, a kormány és a társadalom
Azoknak az embereknek és a szervezeteknek, amelyek részt vesznek a vállalatok életében, érvényesítendő érdekeltsége van a vállalatok által meghozott döntésekben, lépésekben és működési eredményeiben.
A vállalatok és a társadalom között folyamatos üzleti eseménysor (csere) zajlik, nevezetesen a következő alapvető, megismerhető formában:
- a munkavállalók eladják neki munkaerejüket;
- a tulajdonosok pénzt (tőkét) fektetnek be;
- a hitelezők pénzt adnak kölcsön;
- a szállítók anyagokat adnak el;
- a vevők termékeket és/vagy szolgáltatásokat vesznek;
- a versenytársak versenyeznek;
- nagykereskedők/kiskereskedők forgalmazzák az árukat.

A társadalom és a vállalat (tulajdonosok, vezetők) kapcsolatát azonban más tényezők is jellemzik, sőt a kapcsolatnak különböző előjele is lehet. Ezek nem mindig nyilvánvalóak, de fontosak.
- Az ország, a közvélemény (vélemény)
- Helyi lakosok (munkahely, környezet)
- Szabályozó szervezetek (hatósági jogszabályok, adók)
- Társadalmi szervezetek (igények, követelések)
- Média (arculat, reklám)
- Üzleti tanácsadó szolgáltatók (tanács, kutatás)

Az érdekeltségek és az érdekeltek által gyakorolható hatalmi és/vagy használható érdekérvényesítési eszközök eltérőek. A néha nem a nyilvánosság elé tartozó érdekek sorrendbe állítása eredményezi a szervezetek prioritásait, stratégiai, taktikai céljait, amelyek nyilvánosságra kerülése során születnek meg a közügyek.

## Szervezeti stratégia
A vállalatok – szemben az egyénekkel – mindig tisztán látják, és/vagy rendre  megfogalmazzák a  következőket:
- Kik tartoznak az érdekeltek körébe
- Milyen hatással van rájuk a vállalat politikai, gazdasági vagy szociális értelemben
- Hogyan látják ugyanezt az érdekeltek

Ezt nevezzük az érintettek, érdekeltek köre (stakeholders) elemzésének. A további részletkérdések:
- Melyek a vállalat fontos szervezeti értékei
- Melyek a felső vezetők/tulajdonosok értékei
- Melyek a legfőbb érdekeltek értékei

Ezt nevezzük értékelemzésnek. Ezeknek az eredményei vezetnek el a társadalmi kérdésekhez, vagyis, hogy
- Melyek a társadalom legfontosabb kérdései a következő négy, tíz, húsz  évben gazdasági, politikai, szociális, technológiai téren
- Hogyan hatnak ezek a kérdések magára a szervezetre és az érdekeltekre, érintettekre, amelyek azután általánosított formában megjelennek a politikai pártok retorikájában.